# Panoz

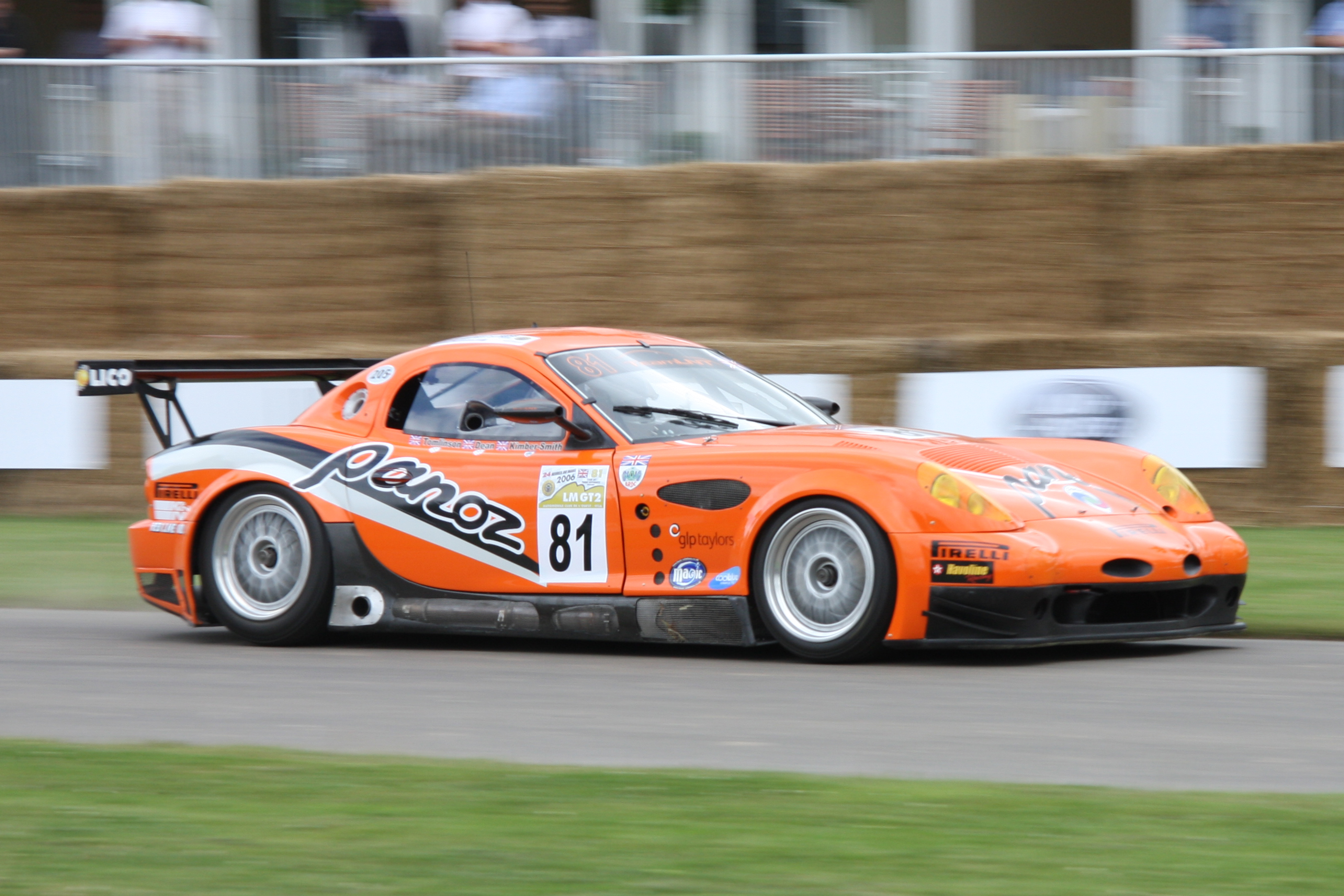
Panoz Esperante GT-LM

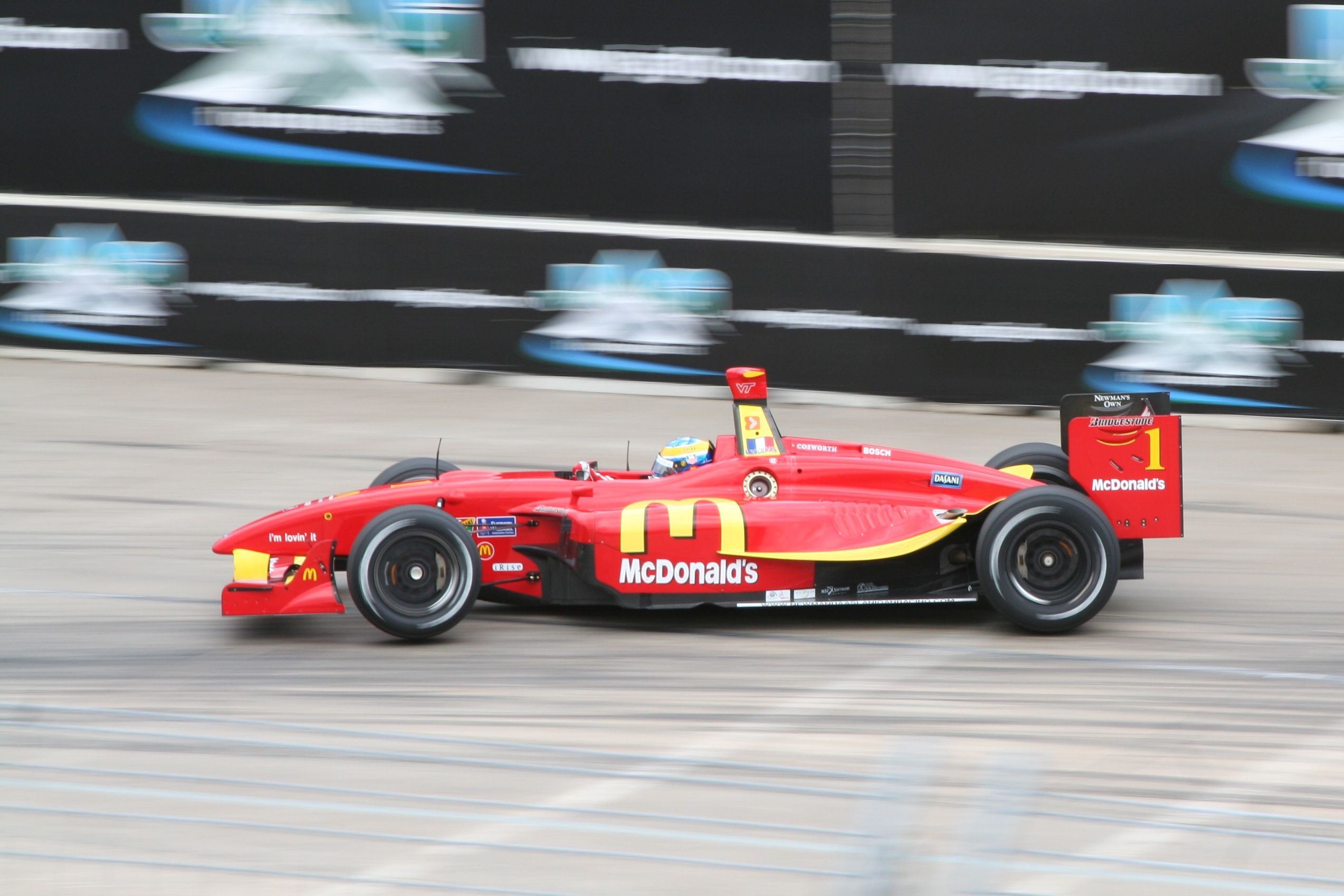
Panoz DP01.

Panoz Auto Development är en amerikansk biltillverkare som grundades i Hoschton, Georgia 1989 av Dan Panoz, son till Don Panoz. 

## Biltillverkning
Panoz Auto Development tillverkar sportbilar. Tillverkning av tävlingsbilar för sportvagnsracing och formelbilsracing sker inom Élan Motorsport Technologies.

## Panoz Motor Sports Group
Inom Panoz Motor Sports Group har Don Panoz samlat sina intressen inom motorsporten. Det inkluderar en tävlingsbilstillverkare, en racingskola, samt flera racingserier och racerbanor. 

### American Le Mans Series
American Le Mans Series (ALMS) startades av Don Panoz 1999. Panoz äger även International Motor Sports Association, som organiserar ALMS.

### Racerbanor
Panoz äger och driver tre racerbanor i Nordamerika: Mosport International Raceway, Road Atlanta och Sebring International Raceway. 

### Élan Motorsport Technologies
Élan Motorsport Technologies tillverkar Panoz tävlingsbilar, för racingserier som Indy Racing League, Champ Car, American Le Mans Series och Le Mans Series.

### Panoz Racing School
Panoz Racing School är en racingskola vid Road Atlanta och Sebring International Raceway. Skolan ger förarlicens från SCCA. 